# تاريخ أوغندا (من 1979 إلى الحاضر)

## مقدمة
يوافق تاريخ أوغندا 11 أبريل 1979 تاريخها منذ نهاية ديكتاتورية عيدي أمين. شهدت هذه الفترة حكم ميلتون أوبوتي للمرة الثانية ورئاسة يوري موسفني منذ عام 1986، وهيمنت فيها حركة المقاومة الوطنية على السياسة الأوغندية.

## أوغندا بعد أمين (1979-1986)

### الفترة الانتقالية
قبل شهر من الاستيلاء على كامبالا خلال الحرب الأوغندية التنزانية، استدعي ممثلو اثنتين وعشرين جماعة مدنية وعسكرية أوغندية على عجل إلى موشي، تنزانيا، لمحاولة الاتفاق على تشكيل حكومة مدنية مؤقتة بمجرد إزالة أمين. أُطلِق عليه مؤتمر الوحدة على أمل أن تسود الوحدة، وتمكن المؤتمر من إنشاء جبهة تحرير أوغندا الوطنية (يو إن إل إف) كممثل سياسي لجيش التحرير الوطني الأوغندي. أصبح يوسف ولي، العميد السابق لجامعة ماكيريري، رئيسًا للجنة التنفيذية لجبهة تحرير أوغندا الوطنية.
بصفته أكاديميًا لا سياسيًا، لم يُعتبر ولي تهديدًا لأي من الفصائل المتنازعة. بعد وقت قصير من مغادرة أمين، انتقل ولي وجبهة تحرير أوغندا الوطنية إلى كامبالا، حيث شكلا حكومة مؤقتة. أصبح ولي رئيسًا، باستشارة برلمان مؤقت يدعى المجلس الاستشاري الوطني (إن سي سي). تكون المجلس الاستشاري الوطني بدوره من ممثلين عن مؤتمر الوحدة.
ظهر الصراع على الفور بين ولي وبعض أعضاء المجلس الأكثر راديكالية الذين رأوه محافظًا للغاية، واستبداديًا للغاية، ومستعدًا جدًا بصفته موغنديًا للاستماع إلى نصائح من الباغاندا الآخر. بعد ثلاثة أشهر فقط، بموافقة واضحة من يوليوس نيريري، الذي كانت قواته ما تزال تسيطر على كامبالا، أُقصِي ولي قسرًا من منصبه ونُفي. حل محله غودفري بينيزا، وهو موغنديّ مثل ولي، لكنه كان قد عمل سابقًا كعضو رفيع المستوى في مجلس الشعب الأوغندي برئاسة ميلتون أوبوتي.